# Президент Іраку
Президент Іраку — голова держави Ірак.

## Історія
Після повалення монархії 14 липня 1958 була розроблена тимчасова Конституція, що проголошувала Ірак республікою. Перший розділ тимчасової Конституції визначав форму держави: Ірак оголошувався незалежною суверенною державою з республіканською формою правління. Однак влада була сконцентрована в руках прем'єр-міністра.

### 1963—1968
Після першого баасистського перевороту в 1964 році набула чинності нова тимчасова конституція. Відповідно до неї главою держави є президент, який має широкі повноваження. У ст. 55 зазначено, що у разі, якщо з якихось причин місце президента виявляється вакантним, то обирається новий президент.

### 1968—2003
Президенту республіки за Конституцією 1968 давалися також широкі повноваження. Однак вся влада зосереджувалася в руках лише однієї людини — глави держави.

### З 2003
Згідно зі ст. 67, Президент є символом національної єдності, гарантом конституції, захисником іракської незалежності, єдності і безпеки її території. Він обирається більшістю голосів в Раді представників строком на чотири роки, при цьому вибори президента на другий термін можуть проводитися тільки раз.